# Ludovica Dalia
Ludovica Dalia est une joueuse italienne de volley-ball née le 25 septembre 1984 à Rome. Elle mesure 1,80 m et joue au poste de passeuse.

## Clubs
| Club              | Pays   | De           | À         |
| ----------------- | ------ | ------------ | --------- |
| VBC Frascati      | Italie | 1999-2000    | 1999-2000 |
| ASP Rieti         | Italie | 2000-2001    | 2005-2006 |
| Castellana Grotte | Italie | 2006-2007    | 2009-2010 |
| Tiboni Urbino     | Italie | 2010-2011    | 2010-2011 |
| Parma Volley      | Italie | 2011-2012    | 2011-2012 |
| Crema Volley      | Italie | 2012-2013    | 2012-2013 |
| Cuatto Volley     | Italie | janvier 2013 | mai 2013  |
| Promoball Flero   | Italie | 2013-2014    | …         |

## Palmarès
- Coupe de la CEV
  - Vainqueur : 2011.
- Coupe d'Italie A2
  - Finaliste : 2014.